# Tibble, Litslena socken
Tibble är en by i Litslena socken, Enköpings kommun.
Byn omtals första gången 1346 som 'thigbole'. 1419 skrivs det 'Thigbøle'. Enligt arealmätningen 1692 fanns sex gårdar i byn, söder om byn fanns även en backstuga. 1761 hade byn elva gårdar.
Byn är känd på det genom uppodling bortplöjda gravfält från Romersk järnålder, där en grav, det så kallade "Tibble-fyndet", med en rik stormansutrustning från 300-talet e. Kr. påträffades. Hösten 1873 skulle en potatiskällare tas upp i en kulle i byn, då man i den påträffade en träkista med förmultnade ben. Bland de övriga fynden märktes två guldfingerringar, ett förrostat svärd med nielloinläggningar på svärdsknappen och skidbeslag i silver, tre bältesbeslagsuppsättningar inklusive eldslagningssten och rester efter ett träkärl med fötter och hank i brons.